# سگ قهرمان
سگ قهرمان با نامِ اصلیِ «آندرداگ» (انگلیسی: Underdog) نام یک مجموعهٔ تلویزیونی کارتونیِ آمریکایی است که نخستین بار در ۳ اکتبر ۱۹۶۴ میلادی بر روی آنتن رفت و پخش آن تا ۴ مارس ۱۹۶۷ میلادی ادامه داشت.
این مجموعه تلویزیونی، در سال‌های پیش از انقلاب، با دوبلهٔ فارسی از تلویزیون ملی ایران پخش شد.